# De ente et essentia
De ente et essentia („Über das Seiende und das Wesen“) ist eines der Frühwerke des Philosophen Thomas von Aquin. Es gehört zu den Opuscula, den kleineren Werken, und ist um 1255 entstanden. Thomas widmete es „ad fratres socios“, also den Mitbrüdern. Der Aquinate erläutert darin die Grundbegriffe der aristotelischen Metaphysik. Neben anderen Modifikationen stellt er Zusammenhänge zur christlichen Theologie her. Er erklärt insbesondere die Begriffe Stoff und Form, Substanz und Akzidenz, sowie Gattung, Art und artbildender Unterschied. Neben Aristoteles diskutiert Thomas auch Boethius, die arabischen Philosophen Avicenna und Averroes und den jüdischen Neuplatoniker Avicebron.

## Inhaltsangabe

### Prolog
Thomas erklärt hier die Motivation seiner Abhandlung. „Seiendes“ und 
„Wesen“ werden von der Vernunft zuerst erfasst. Weil aber „ein kleiner Irrtum am Anfang am Ende ein großer ist“, müssen diese beiden Begriffe und ihr Verhältnis zu den „logischen Begriffen“ Gattung (genus), Art (species) und Unterschied (differentia) zuerst geklärt werden. Hinsichtlich der Methode muss die Untersuchung vom Zusammengesetzten, dem Seienden, zum Einfachen, dem Wesen fortschreiten.

### Kapitel 1
Im ersten Kapitel geht es darum, was die Begriffe „Seiendes“ und „Wesen“ bedeuten. „Seiendes“ ist dabei der weitere Begriff. Er liegt in zwei Bedeutungen vor:
- als das, was durch die zehn obersten Gattungen, die Kategorien, eingeteilt wird (reales Seiendes)
- als die „Wahrheit einer Aussage“ (logisches Seiendes).

Nach der zweiten Bedeutung kann auch nicht real Existierendes ein Seiendes sein; z. B. werden auch Verneinung und  Privation (die Abwesenheit von einer Eigenschaft oder Fähigkeit, z. B. „Blindheit“) von etwas ausgesagt.
Das Wesen bezieht sich nun auf Seiendes in der ersten Bedeutung. Folgende Aspekte von „Wesen“ können unterschieden werden:
- das, wodurch und worin „Seiendes Sein hat“ (essentia)
- das, aufgrund dessen ein Seiendes einer bestimmten Art und Gattung angehört: seine Definition oder „Washeit“ (quiditas)
- das, wodurch ein Seiendes seinsmäßig bestimmt wird: seine Form (forma)
- das jedem Seienden innewohnende Prinzip des Wirkens: seine Natur (natura)

Das Wesen findet sich in erster Linie in den Substanzen, in den Akzidentien nur in „gewisser Hinsicht“. Thomas unterscheidet einfache (z. B. Gott) und zusammengesetzte Substanzen (z. B. der Mensch). Da die einfachen Substanzen Ursache der zusammengesetzten Substanzen sind, haben sie auch ein „vorzüglicheres Sein“; das Wesen ist in ihnen auch „in wahrerer und vorzüglicherer Weise“ vorhanden.

### Kapitel 2
Thomas begründet hier zunächst, warum das Wesen der zusammengesetzten Substanzen aus ihren beiden Komponenten, Form und Materie, bestehen muss. Die Materie scheidet als alleinige Wesenskomponente aus, weil sie weder „Erkenntnisprinzip“ ist noch durch sie Art oder Gattung eines Dinges bestimmt werden können, was beides für den Wesensbegriff konstitutiv ist. Aber auch die Form kann nicht allein „Wesen“ genannt werden, da sich sonst die Definitionen von „natürlichen“ und „mathematischen“ Dingen nicht voneinander unterscheiden würden.
Im Folgenden untersucht Thomas die verschiedenen Funktionen der Materie. Beim Individuum ist die „bezeichnete“, das heißt die „unter bestimmten Dimensionen betrachtete“ Materie das Prinzip der Individuation (z. B. „dieser Knochen und dieses Fleisch“). Die Art hingegen enthält die Materie als „nicht bezeichnete“ („Knochen und Fleisch im allgemeinen“). Insofern unterscheidet sich das Wesen des Individuums von dem der Art nur hinsichtlich der „Bezeichnung“ seines Materie-Anteils (materia signata).
Wie zwischen Individuum und Art besteht auch zwischen Art und Gattung ein Verhältnis der Bezeichnung und Nicht-Bezeichnung. Die Gattung enthält die Art als „nicht bezeichnete“. Die „Bezeichnung“ der Art geschieht dabei durch den „konstitutiven“ Unterschied (differentia constitutiva bzw. differentia specifica). Der konstitutive Unterschied kommt dabei aber nicht von außen zur Art hinzu, sondern ist in der Gattung bereits implizit enthalten. So ist etwa die Art „Mensch“ (verstanden als „vernunfthaftes Sinnenwesen“) in der Gattung „Lebewesen“ bereits enthalten. Sie wird „bezeichnet“ durch das Attribut „Vernunfthaftigkeit“; dieses stellt zugleich – in einem analogen Sinne – die „Form“ der Art „Mensch“ dar. Die „Sinnenhaftigkeit“ dagegen ist das explizite Merkmal der übergeordneten Gattung „Lebewesen“. Sie bildet – in einem analogen Sinne verstanden – die „materielle“ Komponente der Art Mensch.

### Kapitel 3
Zentrales Thema dieses Kapitels ist das Verhältnis des für die Definition eines Individuums entscheidenden Artbegriffs (species) zum Wesensbegriff. Thomas unterscheidet folgende Wesensbegriffe:
| Wesensbegriff                                                                             | "Bestandteile" | Beispiel                    | Merkmale                                                 |
| ----------------------------------------------------------------------------------------- | --- | --------------------------- | -------------------------------------------------------- |
| 1. Wesenheit als Teil (per modum partis)                                                  | +: Form, nicht anzeigbare Materie -: anzeigbare Materie, Sein (wird ausgeschlossen)                                 | die Menschheit (humanitas)  | ist vom Individuum nicht aussagbar (≠ Artbegriff)        |
| 2. Wesenheit als Ganzes                                                                   | 2. Wesenheit als Ganzes                                                                                             | der Mensch (homo)           | ist vom Individuum aussagbar                             |
| 2.1 in absoluter Betrachtung (absoluta consideratio)                                      | +: Form, anzeigbare Materie (implizit) -: Akzidentien, Sein (wird ausgeklammert (abstrahere), nicht ausgeschlossen) | der Mensch als (qua) Mensch | enthält nicht die Bestimmung der Vielheit (≠ Artbegriff) |
| 2.2 in Betrachtung mit seinem Sein in etwas (secundum esse quod habet in hoc vel in illo) | |                             |                                                          |
| 2.2.1 im Gegenstand (esse in singularibus)                                                | +: Form, anzeigbare Materie (implizit), Akzidentien (implizit), Sein im Gegenstand                                  |                             | enthält nicht die Bestimmung der Einheit (≠ Artbegriff)  |
| 2.2.2 im Intellekt (esse in anima)                                                        | +: Form, anzeigbare Materie (implizit), Akzidentien (implizit), Sein im Intellekt                                   |                             | enthält die Bestimmung der Einheit                       |

Das Charakteristische am Art-Begriff ist für Thomas, dass er vom Individuum aussagbar ist und sowohl die Bestimmung der Einheit als auch der Vielheit enthält. Das Merkmal der Aussagbarkeit findet sich in einem Verständnis des Wesens als bloßes Prinzip, das nur einen „Teil“ des Einzel-Gegenstandes berücksichtigt und sein konkretes Da-Sein ausschließt (1), nicht wieder. So kann z. B. die Menschheit (humanitas) nicht von Sokrates ausgesagt werden.
Entscheidend ist daher für Thomas, dass der Art-Begriff sich auf den Einzel-Gegenstand als Ganzes bezieht (2). Hier können wiederum eine absolute und eine relative   Betrachtungsweise voneinander unterschieden werden. Die absolute Betrachtungsweise (absoluta consideratio) (2.1) entspricht der für die Definition eines Einzel-Gegenstandes eigentümlichen Betrachtung. Sie fragt nach dem, was für die Art als (qua) Art eigentümlich ist – also z. B. für den Menschen als Menschen – und ist daher identisch mit der Frage nach der Washeit (quiditas). Da sie aber die konkrete Verwirklichung des Einzel-Gegenstandes mit seinen akzidentellen Eigenschaften (wie etwa die Hautfarbe des Sokrates) ausschließt, fehlt diesem Wesensbegriff das Moment der Vielheit und drückt daher nicht vollständig aus, was mit dem Art-Begriff gemeint ist. Dieser beinhaltet stets die jeweils verschiedene Realisierung des Allgemeinen – wie der Art „Mensch“ in Sokrates und Platon.
Die im Art-Begriff ausgedrückte Einheit findet sich aber nach Thomas auch nicht einfach in den Einzel-Gegenständen (2.2.1). Diese beinhalten nur gewisse Merkmale, die als „Fundament“ (fundamentum in re) für die „verbindende und trennende Vernunft“ (DEE 3, 52) dienen, daraus ein gemeinsames „Abbild“ (imago) der Einzel-Gegenstände zu bilden.
Erst durch die Leistung des menschlichen Intellekts wird daher in letzter Instanz der allgemeine Art-Begriff geschaffen (2.2.2). Dabei bleibt aber stets der Bezug zu den jeweiligen Einzel-Gegenständen von Bedeutung, aus denen der Art-Begriff abstrahiert wurde. Aufgrund der von Mensch zu Mensch unterschiedlichen gegenständlichen Grundlage haben daher für Thomas – gegen Averroes gerichtet – die Allgemeinbegriffe keine universelle, sondern nur eine für das Individuum einheitliche Bedeutung (DEE 3, 49f.).

### Kapitel 4
Das vierte Kapitel behandelt die so genannten „einfachen“ Substanzen (substantiae simplices), die nicht aus Materie und Form zusammengesetzt sind, sondern keine Materie enthalten und deswegen von Thomas auch als (von Materie) „getrennte“ Substanzen bezeichnet werden (substantiae separatae). Zu diesen Substanzen gehören die menschliche Seele bzw. der menschliche Geist, die Engel, Dämonen und Gott. Bis auf Gott sind allerdings auch diese Substanzen in einem anderen Sinne zusammengesetzt, insofern sie aus Form und Sein bestehen, die sich wie Potenz und Akt zueinander verhalten.
Das Wesen der einfachen Substanzen ist identisch mit ihrer Form. Thomas unterscheidet an dieser Stelle klar zwischen Sein und Wesen. Durch das Wesen kann ein Gegenstand (z. B. ein Phönix) definiert werden, ohne dass dieser existieren muss. Die Erkenntnis des Seins des zu definierenden Gegenstandes ist eine von der Definition verschiedene Tätigkeit der Vernunft.
Die Form der einfachen zusammengesetzten Substanzen dient für Thomas als Begrenzungsprinzip. Sie stellt für das an sich unbegrenzte Sein ein endliches Maß dar, in dem das Seiende am Sein teilhaben kann. Thomas entwirft so eine Rangordnung der einfachen Substanzen. An unterster Stufe steht die menschliche Seele, die nur in Verbindung mit einem materiellen Körper zur Erkenntnis fähig ist.
In Abgrenzung zum jüdischen Neuplatoniker Avicebron (Shlomo Ben Yehuda ibn Gabirol) ist Thomas der Auffassung, dass auch die menschliche Seele keine materiellen Bestandteile aufweise. Er begründet dies damit, dass ein Gegenstand nur hinsichtlich seines Form-Aspekts erkannt werden kann und die Erkenntnis einer Form durch die menschliche Seele selbst wiederum nur dann möglich ist, wenn diese selbst eine Form ist. Allerdings ist die Seele als unterste einfache Substanz insofern mit dem Materiellen verbunden, als es ihr eigentümlich ist, sich mit einem materiellen Körper zu einer zusammengesetzten Substanz zu verbinden. Wiewohl die menschliche Seele zwar Form des Leibes und somit Wesensbestandteil des Menschen ist, hat sie selbst wieder eine Wesenheit, die von ihrem Sein verschieden ist. Die menschliche Seele verhält sich zu ihren Akten (Willens-  und Vernunfttätigkeiten)  potentiell. Sie geht in ihre Akte über, indem sie an den materiellen Dingen tätig wird, wozu ihr der Leib als materielles Medium dient.
Während für die menschliche Seele die Materie das Individuationsprinzip darstellt, ist dies bei allen höheren einfachen Substanzen die Form. Dabei können diese einfachen Substanzen einander auch mehr oder weniger ähnlich sein, je nachdem welcher Gattung sie angehören (wie etwa die Seraphim oder Cherubim).
Da es nach Thomas nicht möglich ist, dass das Sein eines Dinges von seiner Form selbst verursacht wird (DEE 4, 71), muss es das Sein von einem anderen haben. Diese erste Seins-Ursache ist für Thomas Gott. Während bei allen untergeordneten einfachen Substanzen zum Wesen noch das Sein hinzutritt und so zwischen „Sosein“ (quod est) und „Dasein“ (quo est) unterschieden werden kann, ist das Wesen Gottes als der höchsten einfachen Substanz (substantia prima simplex, vgl. DEE 1, 63) mit dem Sein identisch (Aseität). Diese göttliche Substanz kann dabei nur eine sein, da es ein vollkommenes Sein ist und jede Vervielfältigung nur möglich wäre durch Hinzufügungen zu einem – in sich beschränkten, unvollkommenen – Sein (DEE 4, 68).

### Kapitel 5
Kapitel 5 ist im Wesentlichen eine Zusammenfassung der vorangegangenen drei Kapitel. Thomas unterscheidet noch einmal systematisch zwischen den verschiedenen Verwirklichungsformen des Wesens in den drei Substanzen.
Bei der „ersten Substanz“, Gott, ist das Wesen mit dem Sein identisch. Thomas bezeichnet die erste Substanz zwar als Individuum, das aber nicht mehr einer Art oder Gattung angehört (DEE 5, 81). Vielmehr steht die erste Substanz über allen Gattungen und besitzt all deren Eigenschaften – in „einfacher“ Einheit und damit höherer Weise. Thomas betont, dass das (unendliche) Sein der ersten Substanz nicht mit dem (endlichen) Sein der anderen Substanzen identisch ist.
Bei den „immateriellen vernünftigen Substanzen“ (Engeln, Seelen etc.) sind Sein und Wesen zwar voneinander verschieden, das Wesen ist aber frei von Materie. Ihr Sein ist ein von der ersten Substanz empfangenes, durch die Begrenztheit ihrer Form aber endliches Sein. Ihr Individuationsprinzip, die Art, ist uns ihrer Natur nach unbekannt, da wir sie nicht einmal aus ihren Wirkungen erschließen können (DEE 5, 85).
Einen Spezialfall bildet die menschliche Seele, deren „Anfang“ – nicht aber deren Fortbestehen – an den jeweiligen Körper gebunden ist. Auch ihre Individuation ist an den jeweiligen Körper gebunden, die sie aber nach dessen Ende nicht mehr verliert (DEE 5, 84).
Die aus Materie und Form „zusammengesetzten Substanzen“ sind in zweierlei Hinsicht begrenzt. Zum einen hinsichtlich des durch die Form begrenzten Seins, zum anderen hinsichtlich durch die Materie geprägten Wesens. Im Unterschied zu den immateriellen Substanzen tritt hier jede Art in vielen Individuen auf.

### Kapitel 6
Das letzte Kapitel ist den Akzidenzien (Eigenschaften) gewidmet. Ihr Wesen ist im Vergleich mit der aus Materie und Form zusammengesetzten Substanz unvollkommen, was sich darin widerspiegelt, dass ihr Sein von der Substanz abhängt, zu der sie gehört. Die Substanz geht (seinsmäßig) generell dem Akzidens vorher, daher verursacht die Verbindung des Akzidens mit ihr kein substantielles, sondern nur ein „sekundäres Sein“ (esse secundum, DEE 6, 96). Das Akzidens trägt nichts zur Konstitution eines Dinges in seinem substantiellen Sein bei.
Thomas erörtert eine Gemeinsamkeit zwischen den Akzidenzien und der Form: beide sind, um zu existieren, jeweils auf etwas anderes angewiesen: die Form auf die Materie und die Eigenschaft auf ihren „Träger“, das heißt auf ein Ding, dem die Eigenschaft zukommt. Wenn etwa Sokrates die Eigenschaft zukommt, einen Bart zu haben, dann kann diese Eigenschaft nicht ohne Sokrates existieren. Dennoch besteht hier wieder ein wesentlicher Unterschied, denn ebenso wie die Form nicht allein existieren kann, kann auch ihr „Komplement“, die Materie, nicht allein existieren. Im Falle von Träger und Eigenschaft ist die Abhängigkeit insofern eine andere, als der Träger sehr wohl ohne die Eigenschaft existieren kann (Sokrates wird weiter existieren, auch wenn er sich den Bart abnimmt).
Thomas unterscheidet zwischen Akzidenzien, die von der Form der Substanz (z. B. das menschliche Lachen, DEE 6, 103) und solchen, die von ihrer Materie abhängen (z. B. die schwarze Hautfarbe der Äthiopier, DEE 6, 101). Die der Materie folgenden Akzidenzien sind individuelle, die der Form folgenden dagegen gehören zur Art oder Gattung.
Eine weitere – auf die aristotelische Naturphilosophie zurückgehende – Unterscheidung betrifft die zwischen Eigenschaften, die ihre Wirklichkeit durch die der Substanz immanente Ursachen selbst erhalten und solchen, die sie einer äußeren Ursache verdanken (DEE 6, 104). So wird die Wärme durch ihren Träger, das Feuer, selbst verursacht, während zur Realisierung der Eigenschaft „Durchsichtigkeit“ zur Disposition ihres Trägers noch etwas von außerhalb hinzukommen muss (nämlich das Licht von der Sonne). Thomas nimmt mit dieser Unterscheidung in gewissem Maße die moderne Lehre von den Dispositionen vorweg.

### Gesamtübersicht
| \| Seiendes \| \| \| \| \| \| Logisches Seiendes das, worüber eine bejahende Aussage gebildet werden kann (hat kein Wesen) \| \| \| \| \| \| Reales Seiendes das, was durch die Kategorien eingeteilt wird (hat ein Wesen (essentia)) \| \| \| \| \| \| Substanz \| \| \| \| \| \| Zusammengesetzte materielle Substanz (z. B. Sokrates) \| \| \| \| \| \| Form (die Art) (species, z. B. Mensch) \| artbildender Unterschied (differentia specifica) \| \| \| \| \| Form (die Art) (species, z. B. Mensch) \| Gattung (genus) (z. B. Sinnenwesen; analog zur „Materie“ im Einzelding) \| \| \| \| \| Materie materia signata: Individuationsprinzip \| \| \| \| \| \| Sein (Aktualisierungsprinzip) \| \| \| \| \| \| Zusammengesetzte immaterielle Substanz Individuum = Art (z. B. Erzengel Gabriel) \| \| \| \| \| \| Form (Art) jede Form ist ein Individuum \| Gattung (z. B. Engel, Seele) \| Gattung (z. B. Engel, Seele) \| \| \| \| Sein (Aktualisierungsprinzip) \| \| \| \| \| \| Einfache Substanz \| Sein = Wesen: Gott \| Sein = Wesen: Gott \| Sein = Wesen: Gott \| Sein = Wesen: Gott \| \| Akzidenz \| \| \| \| \| |                                                                         |                              |                    |                    |
| Legende: Wesensbestandteile (Potenz), Sein als aktuierendes Prinzip |                                                                         |                              |                    |                    |
| Seiendes |                                                                         |                              |                    |                    |
| Logisches Seiendes das, worüber eine bejahende Aussage gebildet werden kann (hat kein Wesen) |                                                                         |                              |                    |                    |
| Reales Seiendes das, was durch die Kategorien eingeteilt wird (hat ein Wesen (essentia)) |                                                                         |                              |                    |                    |
| Substanz |                                                                         |                              |                    |                    |
| Zusammengesetzte materielle Substanz (z. B. Sokrates) |                                                                         |                              |                    |                    |
| Form (die Art) (species, z. B. Mensch) | artbildender Unterschied (differentia specifica)                        |                              |                    |                    |
| Form (die Art) (species, z. B. Mensch) | Gattung (genus) (z. B. Sinnenwesen; analog zur „Materie“ im Einzelding) |                              |                    |                    |
| Materie materia signata: Individuationsprinzip |                                                                         |                              |                    |                    |
| Sein (Aktualisierungsprinzip) |                                                                         |                              |                    |                    |
| Zusammengesetzte immaterielle Substanz Individuum = Art (z. B. Erzengel Gabriel) |                                                                         |                              |                    |                    |
| Form (Art) jede Form ist ein Individuum | Gattung (z. B. Engel, Seele)                                            | Gattung (z. B. Engel, Seele) |                    |                    |
| Sein (Aktualisierungsprinzip) |                                                                         |                              |                    |                    |
| Einfache Substanz | Sein = Wesen: Gott                                                      | Sein = Wesen: Gott           | Sein = Wesen: Gott | Sein = Wesen: Gott |
| Akzidenz |                                                                         |                              |                    |                    |

### Kommentare (bis 1914)
- Armandus de Bellovisu († 1333); Gedr. 1472
- Heinrich von Gorrichem/Gorkum († 1431)
- Gerhardus de Monte († 1480)
- Johannes Versorius († 1480)
- Petrus Crockart/von Brüssel († 1514); Gedr. 1509 u. 1514
- Thomas (Kardinal) von Cajetan/de Vio († 1534); Geschr. 1491
- Raphael Ripa († 1611); Gedr. 1598 u. 1626
- Hieronymus Contarini; Gedr. 1616
- Giuseppe (Kardinal) Pecci († 1890); Erschienen in Zeitschrift 1882
- Emile Brunetau; Gedr. 1914

### Kritische Ausgaben
- L. Baur, in: Opuscula et textus historiam ecclesiae eiusque vitam atque doctrinam illustrantia. Series scholastica et mystica edita curantibus M. Grabmann et Fr. Pelster. Aschendorff, 1926
- Leonina-Edition: Sancti Thomae de Aquino Opera omnia, Tomus XLIII. Roma, 1976 (siehe auch Online-Version: http://visualiseur.bnf.fr/ark:/12148/bpt6k9495t)

### Deutsche Übersetzungen
- Thomas von Aquin, Vom Sein und von der Wesenheit. Übersetzung, Einleitung, und Anmerkungen. Ed.: F. Meister. Freiburg im Breisgau, 1935. X, 75 ff.
- Thomas von Aquin, De ente et essentia. Das Seiende und das Wesen. Ed.: F. L. Beeretz; K. Allgaier. Stuttgart, 1987
- Thomas von Aquin, Über Seiendes und Wesenheit (De ente et essentia). Lateinisch-Deutsch. Mit Einleitung, Übersetzung und Kommentar. Ed.: H. Seidl. Felix Meiner, Hamburg, 1988. LXII, 134 ff.
- Thomas von Aquin, Über das Sein und das Wesen. Deutsch-lateinische Ausgabe. Übersetzt und Erläutert. Ed.: R. Allers. Hegner, Wien, 1936; Olten, Köln, 1953; Wissenschaftliche Buchgesellschaft, Darmstadt, 1980 u. 1991. 166 ff.
- Thomas von Aquin, De ente et essentia. Über das Seiende und das Wesen. Lateinisch-Deutsch. Ed.: W. Kluxen; P. Hoffmann. Freiburg im Breisgau – Basel – Wien, 2007. 111 ff.

### Sekundärliteratur
- Joseph Bobik: Aquinas on Being and Essence: A Translation and Interpretation, University Press, Notre Dame 1965, versch. Nachdrucke, zuletzt 2004, ISBN 0268006172.
- Martin Grabmann: Die Schrift „De ente et essentia“ und die Seinsmetaphysik des heiligen Thomas von Aquin, in: Mittelalterliches Geistesleben, Bd. 1, München, 1975. S. 314–331.
- Wolfgang Kluxen: Thomas von Aquin: Das Seiende und seine Prinzipien, in: Grundprobleme der großen Philosophen, hg. v. J. Speck. Göttingen 1972.
- Horst Seidl: Analytische Gliederung; Hauptaspekte; Interpretationsprobleme;, in: Thomas von Aquin – Über Seiendes und Wesenheit, Hamburg, 1988. S. X – LVII.
- Clemens Stroick: Ein anonymer Kommentar zum Opusculum De ente et essentia des Thomas von Aquin (Studia Friburgensia. NF 65), Fribourg 1985, ISBN 3-7278-0320-7